# Joruma peltata
Joruma peltata är en insektsart som beskrevs av Mcatee 1926. Joruma peltata ingår i släktet Joruma och familjen dvärgstritar.
Artens utbredningsområde är Kuba. Inga underarter finns listade i Catalogue of Life.